# Citronella macrocarpa
Citronella macrocarpa là một loài thực vật có hoa trong họ Cardiopteridaceae. Loài này được Hürl. mô tả khoa học đầu tiên năm 1964.